# Bupleurum latissimum
Bupleurum latissimum är en flockblommig växtart som beskrevs av Takenoshin Nakai. Bupleurum latissimum ingår i släktet harörter, och familjen flockblommiga växter. Inga underarter finns listade i Catalogue of Life.